# Patricio Beneyto Fontabella
Patricio Beneyto Fontabella   (València i Jaén, 1880 - 1934) va ser un organista de la Catedral de Baeza de 1905 a 1922.
Segons documentació conservada a l'arxiu de la Catedral de Jaén, se sap que Patricio Beneyto guanyà la plaça del magisteri de l'orgue de la catedral de Baeza el 1905, després de la marxa de Cándido Rodríguez. Així mateix, aquest càrrec comportava l'obligació exercir de professor de cant gregorià al col·legi San Felipe Neri (1905-1922).
És autor d'una col·lecció d'himnes catequístics i d'un cançoner parroquial que donà a conèixer el 1921. Les seues composicions musicals van protagonitzar la primera Missa d'Infants al 1924. També va escriure música per a banda. Es conserven obres seves al fons de l'església de Sant Esteve d'Olot i al fons del convent de les carmelitanes calçades de Granada.